# Уніря (Бістріца-Несеуд)
Уніря (рум. Unirea) — село у повіті Бистриця-Несеуд в Румунії. Адміністративно підпорядковане місту Бистриця.
Село розташоване на відстані 326 км на північ від Бухареста, 3 км на північний схід від Бистриці, 82 км на північний схід від Клуж-Напоки.

## Населення
За даними перепису населення 2002 року у селі проживали 1653 особи.
Національний склад населення села:
| Національність | Кількість осіб | Відсоток |
| -------------- | -------------- | -------- |
| румуни         | 1578           | 95,5%    |
| цигани         | 56             | 3,4%     |
| угорці         | 17             | 1,0%     |

Рідною мовою назвали:
| Мова      | Кількість осіб | Відсоток |
| --------- | -------------- | -------- |
| румунська | 1636           | 99,0%    |
| угорська  | 11             | 0,7%     |
| циганська | 6              | 0,4%     |